# مساعدات اتخاذ القرار
مساعدات اتخاذ القرار القرار هي تدخلات أو أدوات مصممة لتسهيل اتخاذ القرار المشترك ومشاركة المرضى في قرارات الرعاية الصحية.
تساعد تدخلات دعم القرار الأشخاص على التفكير في الخيارات التي يواجهونها؛ يصفون أين ولماذا يوجد الاختيار؛ وتوفر معلومات حول الخيارات، بما في ذلك خيار عدم اتخاذ أي إجراء، حيثما كان ذلك معقولًا. تهدف هذه التدخلات إلى مساعدة الناس على التداول، بشكل مستقل أو بالتعاون مع الآخرين، حول الخيارات من خلال النظر في السمات ذات الصلة لمساعدتهم على التنبؤ بما قد يشعرون به تجاه النتائج القصيرة والمتوسطة والطويلة الأجل التي لها نتائج ذات صلة. يمكن أن تكون مساعدات القرار من أي نوع ولكنها في الغالب منشورات أو مقاطع فيديو أو أدوات قائمة على الويب. تساعد أدوات دعم القرار عملية بناء التفضيلات وصنع القرار في نهاية المطاف، بما يتناسب مع وضعهم الفردي.

## الاستخدام
هناك العديد من الطرق التي يمكن من خلالها استخدام أدوات اتخاذ القرار. يمكن أن تكون مختصرة بما يكفي لاستخدامها أثناء لقاء سريري أو يمكن أن يكون لديها محتوى كاف لاستخدامه قبل أو بعد اللقاءات السريرية. على الرغم من توفر الوسائل المساعدة على اتخاذ القرار منذ أوائل الثمانينيات، تشير الدلائل إلى أنها غير مدمجة جيدًا في الممارسة الروتينية.

## فعالية
توفر الوسائل المساعدة للقرارات فهمًا أكبر لخيارات العلاج الطبي وتمكين الأشخاص من المشاركة في اتخاذ القرارات الصحية الخاصة بهم. إن تكملة الاستشارات بين المرضى وتعليمهم باستخدام أدوات القرار يحسن معرفة الناس بمخاطر وفوائد الإجراء أو الدواء وقد يساعدهم على اتخاذ قرارات تتماشى مع قيمهم الشخصية.
لم يتم تحديد أي آثار ضارة.
ليس من الواضح ما هو نوع المساعدة على اتخاذ القرار بالنسبة للمرضى الذي هو فعال من حيث التكلفة. كما أنه ليس من الواضح ما هو تأثير استخدام أنظمة المساعدة على اتخاذ القرار السريري التي تساعد الأشخاص الذين يواجهون علاجات الرعاية الصحية أو قرارات الفحص على نظام الرعاية الصحية بشكل عام. من غير المعروف ما إذا كانت مساعدات القرار مفيدة للأشخاص الذين ليسوا من القراء الأقوياء.

## المنتجين
هناك أيضًا العديد من المجموعات البحثية النشطة في هذا المجال، بما في ذلك جامعة أوتاوا ، وكلية دارتموث ، وجامعة كارديف وهامبورغ؛ تستخدم وكالة أبحاث الرعاية الصحية والجودة معايير IPDAS  لإنتاج الوسائل المساعدة على اتخاذ القرار.

## المعايير
كانت هناك زيادة في استخدام دعم القرار والاهتمام العالمي في تطوير هذه التدخلات بين المنظمات الربحية وغير الهادفة للربح. لذلك من الضروري أن تكون هناك معايير مقبولة دوليًا لتقييم جودة تطويرها وعملية ومحتوياتها وتحيزها المحتمل وطريقة الاختبار والتقييم. نشر التعاون الدولي لمعايير المساعدة على اتخاذ قرارات المرضى (IPDAS) قائمة مرجعية،  ومؤخرا، أداة تقييم (IPDAS)  لتقييم جودة تدخلات دعم القرار. في عددها الصادر في نوفمبر 2013، نشرت BMC الطبية للمعلوماتية وصنع القرار مكملًا يصف التطور لمدة 10 سنوات لتعاون IPDAS و 12 بُعدًا أساسيًا لتقييم جودة مساعدات قرار المرضى. في حين أن تحديد الحد الأدنى من المعايير لتدخلات دعم قرارات المرضى هو تطور عملي، فمن غير الواضح ما إذا كان يمكن تطبيق الحد الأدنى من المعايير على التدخلات المصممة للاستخدام في اللقاءات السريرية وتلك التي تستهدف الفحص والاختبارات التشخيصية.

## روابط خارجية
- IPDASi نسخة محفوظة 7 مايو 2019 على موقع واي باك مشين.